# Veľké Zlievce
Veľké Zlievce (in ungherese Felsőzellő, in tedesco Gross-Zellowitz) è un comune della Slovacchia facente parte del distretto di Veľký Krtíš, nella regione di Banská Bystrica.